# Harold Barlow (compositeur)
Pour l’article homonyme, voir Harold Barlow (homonymie).
Harold Barlow, né le 15 mai 1915 à Boston et mort le 15 février 1993 à Manhasset, est un compositeur de chansons, chef de musiques d'harmonie et lexicographe américain.

## Biographie
Harold Barlow étudie le violon à l'Université de Boston et joue ensuite dans divers orchestres. Il dirige la fanfare de l'United States Army. Il compile deux ouvrages de références avec une méthode originale de classement des thèmes musicaux en fonction des lettres et des altérations, avec Sam Morganstern.

## Œuvres

### Œuvres théoriques
- A Dictionary of Musical Themes (New York, 1948)
- A Dictionary of Vocal Themes (New York, 1950)